# Tomasz Gollob

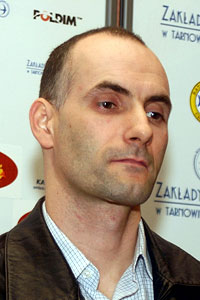
Tomasz Gollob

Tomasz Gollob (* 11. April 1971 in Bydgoszcz) ist ein polnischer Speedway-Fahrer.

## Leben
Er war Mitglied des polnischen Nationalteams, das 1996, 2005, 2007, 2009 und 2010 die Speedway-Team-Weltmeisterschaft gewann. Am 10. Juni 2007 überlebte Tomasz Gollob zusammen mit Rune Holta einen schweren Flugzeugabsturz mit seiner Privatmaschine. Am 30. Juli 2007 wurde er für die Verdienste für den polnischen Speedway vom Präsidenten Lech Kaczyński mit dem Orden Polonia Restituta ausgezeichnet. Im Jahre 2010 wurde er zum fünften Mal Speedway-Team-Weltmeister und zum ersten Mal Einzel-Weltmeister. Im Dezember 2010 zeichnete ihn der Motorradweltverband FIM mit dem Titel Persönlichkeit des Jahres aus.
Am 23. April 2017 erlitt Gollob während eines Motocross-Trainings in Chełmno einen Unfall. In Folge des Sturzes erlitt er schwere Verletzungen der Wirbelsäule. Er wurde viele Stunden lang operiert und in einem pharmakologischen Koma gehalten. Seit dem Unfall nutzt er einen Rollstuhl. Im Dezember 2017 beschloss die Stadtverwaltung von Bydgoszcz, eine Straße in Fordon nach ihm zu benennen.

## Erfolge
- polnischer Einzel-Meister: 1992, 1993, 1994, 1995, 2001, 2002, 2006, 2009
- Weltmeister: 2010
- Vizeweltmeister: 1999, 2009
- Team-Weltmeister: 1996, 2005, 2007, 2009, 2010, 2011

## Vereine
- Polonia Bydgoszcz – (1988)
- Wybrzeże Gdańsk – (1989)
- Polonia Bydgoszcz – (1990–2003)
- Unia Tarnów – (2004–2007)
- Stal Gorzów Wlkp. – (seit 2008)

Außerdem wurde Gollob von zahlreichen ausländischen Teams verpflichtet, für die er in der gleichen Zeit mit den Auftritten in Polen fuhr.
- Schweden
  - Valsarna Hagfors – (1997)
  - Västervik Speedway – (2001–2007)
  - Hammarby Speedway – (seit 2011)

- Großbritannien
  - Ipswich Witches – (1998–2000)

- Deutschland
  - MC Bergring Teterow – (1992–1994)

- Dänemark
  - Fredericia MC – (1994–1996)
  - Esbjerg Motorsport – (2009)

## Speedway Grand Prix Ergebnisse
| Jahr | Platzierung | Punkte | Bemerkungen                                                     |
| ---- | ----------- | ------ | --------------------------------------------------------------- |
| 1995 | 9           | 73     | Gewann den ersten SGP in Polen                                  |
| 1996 | 12          | 43     |                                                                 |
| 1997 | 3           | 92     | Gewann den GP von Schweden                                      |
| 1998 | 3           | 97     | Gewann den GP von Polen                                         |
| 1999 | 2           | 98     | Gewann die GP von Polen und Tschechien                          |
| 2000 | 7           | 64     |                                                                 |
| 2001 | 3           | 89     | Gewann den GP von Deutschland                                   |
| 2002 | 7           | 117    | Gewann den GP von Polen                                         |
| 2003 | 6           | 111    | Gewann den GP von Polen                                         |
| 2004 | 6           | 113    | Gewann den GP von Polen                                         |
| 2005 | 7           | 83     | Gewann den GP von Polen                                         |
| 2006 | 8           | 94     |                                                                 |
| 2007 | 4           | 108    | Gewann den GP von Polen                                         |
| 2008 | 3           | 148    | Gewann die GPs von Slowenien, Dänemark und den Final-GP         |
| 2009 | 2           | 144    | Gewann die GPs von Skandinavien und Italien                     |
| 2010 | 1           | 166    | Gewann die GPs von Polen, Tschechien, Italien und den Nordic GP |

## Ehrungen und Auszeichnungen
- 1999 Sportler des Jahres in Polen
- 2000 Ritter, 2007 Offizier, 2010 Komtur des Ordens Polonia Restituta
- 2010 Persönlichkeit des Jahres (FIM)